# Monte (Funchal)
Monte je farnost ve Funchalu, hlavním městě portugalského souostroví Madeira. Zabírá plochu 18,65 km2 a v roce 2011 zde žilo 6 701 obyvatel. Katastr této farnosti se rozkládá v nadmořské výšce asi od 300 do 800 m n. m (na mapách bývá udávána střední hodnota 560 m n. m).

## Historie a popis
Monte je cílem výletů obyvatel ostatních částí Funchalu. Nalézá se zde kostel Nossa Senhora do Monte, konečné stanice obou funchalských lanovek, luxusní hotel. V minulosti si zde svá sídla stavěli bohatí Britové žijící na ostrově (jeden z nich, Blandy, je majitelem největšího madeirského vinařství). Je zde i soukromá botanická zahrada Jardins do Monte Palace.
Dopravu na Monte mezi lety 1893 až 1943 zajišťovala ozubnicová parní železnice, která pokračovala ještě do Terreiro da Luta (867 m n. m.). Kvůli častým nehodám byla železnice zrušena. Dnes jezdí na Monte několik autobusových linek a všudypřítomná taxi. Od roku 2000 je Monte spojeno s městem lanovkou (druhá kratší lanovka začíná na Monte a končí v blízkosti městské botanické zahrady). Dolů se lze dostat i na sáních pohybujících se na dřevěných skluznicích. Jde o místní atrakci a jízda může být dobrodružná.
Stavba lanovky na Monte byla zahájena v září 1999 a dokončena v listopadu 2000. Vzdálenost mezi koncovými stanicemi činí 3 178 metrů s výškovým rozdílem 560 m. Lanovka má 11 nosných sloupů, dolní stanice je v parku Almirante Reis na starém městě.
Kostel Nossa Senhora do Monte byl vybudován roku 1741, krátce nato (roku 1748) byl zničen zemětřesením. Vysvěcen byl až roku 1818. V kostele je pochován poslední český král a rakouský císař Karel I.

## Galerie

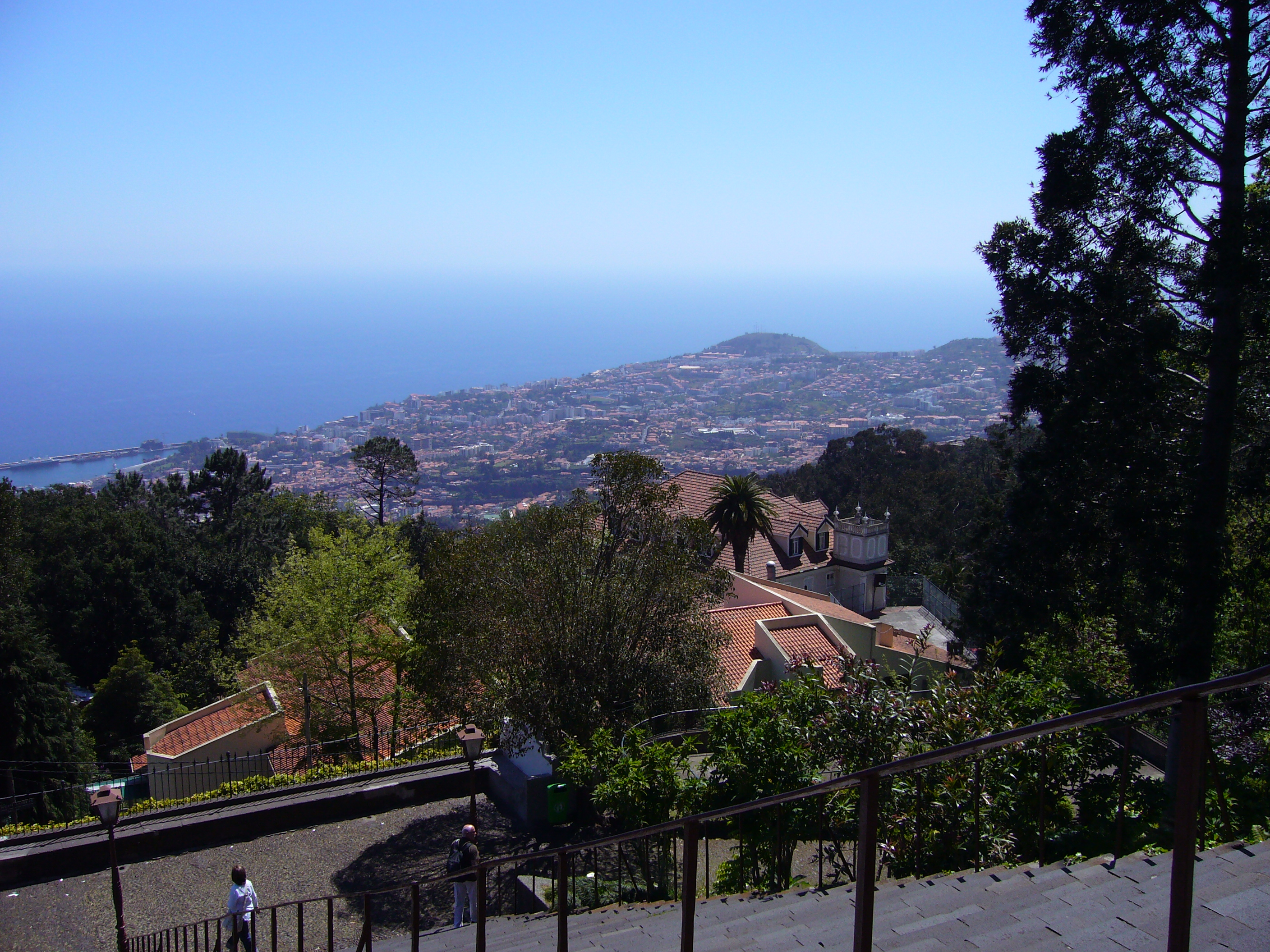
Pohled z Monte na část Funchalu mezi přístavem a Pico da Cruz
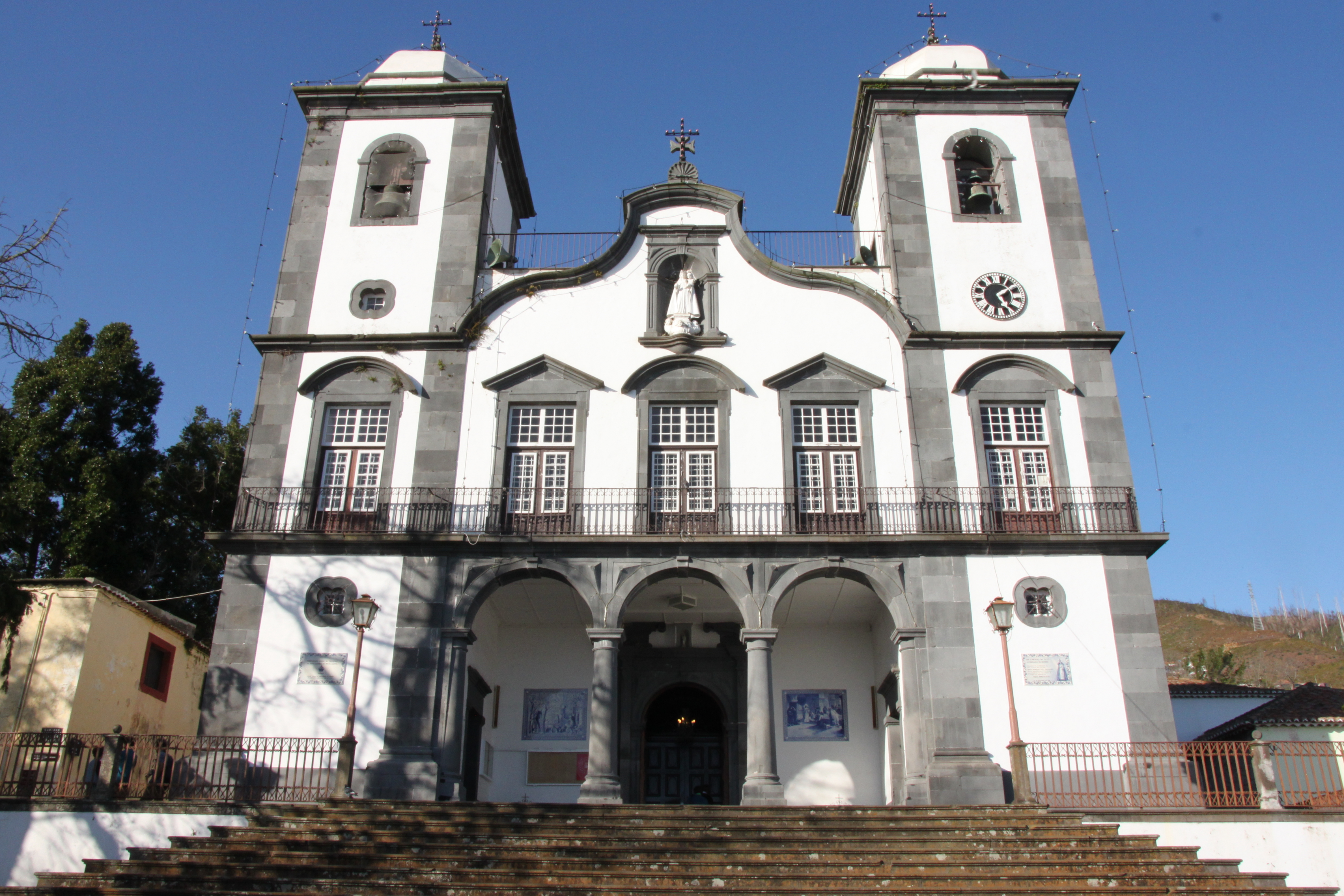
Kostel Nossa Senhora do Monte
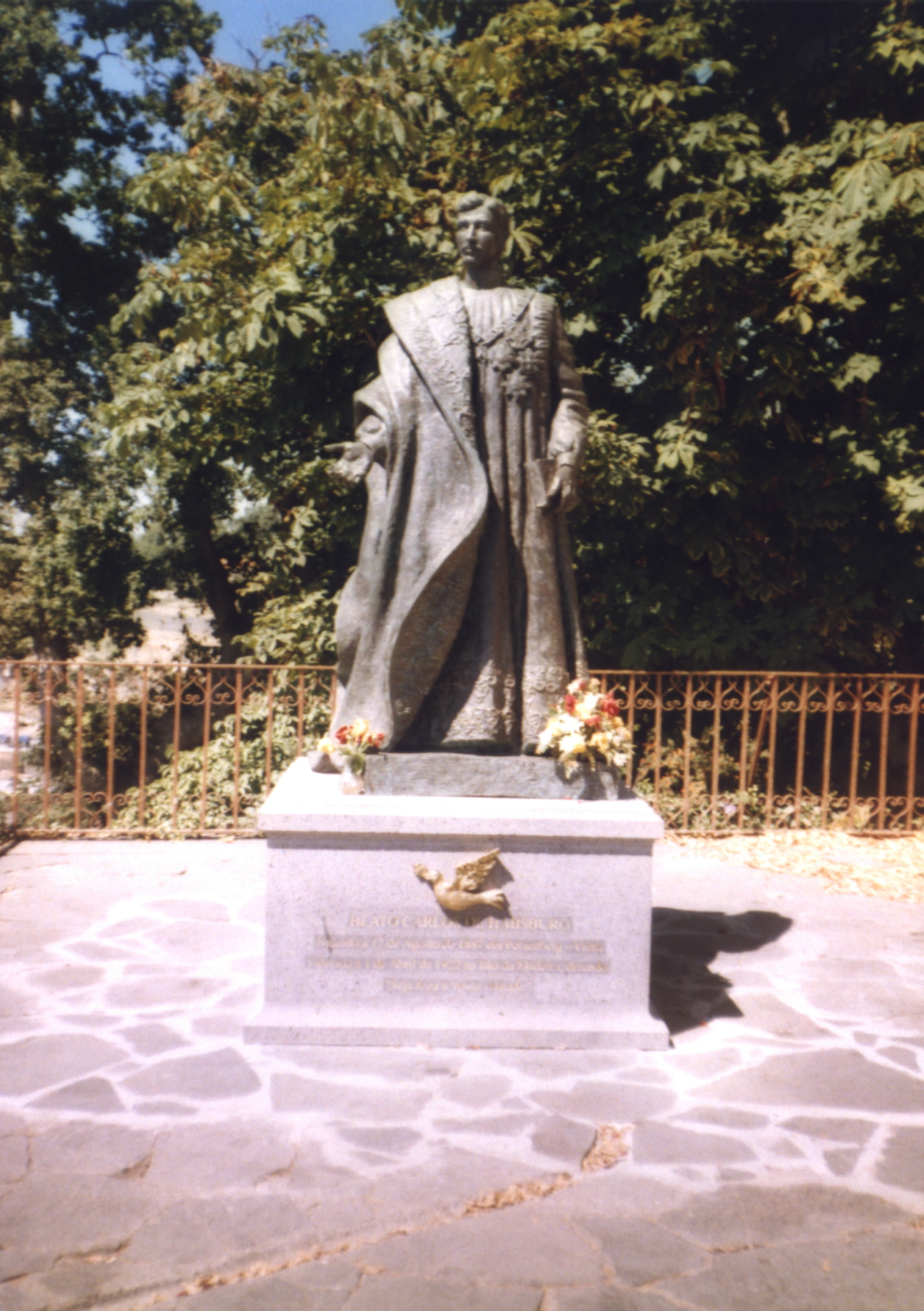
Socha císaře Karla I. před kostelem Panny Marie
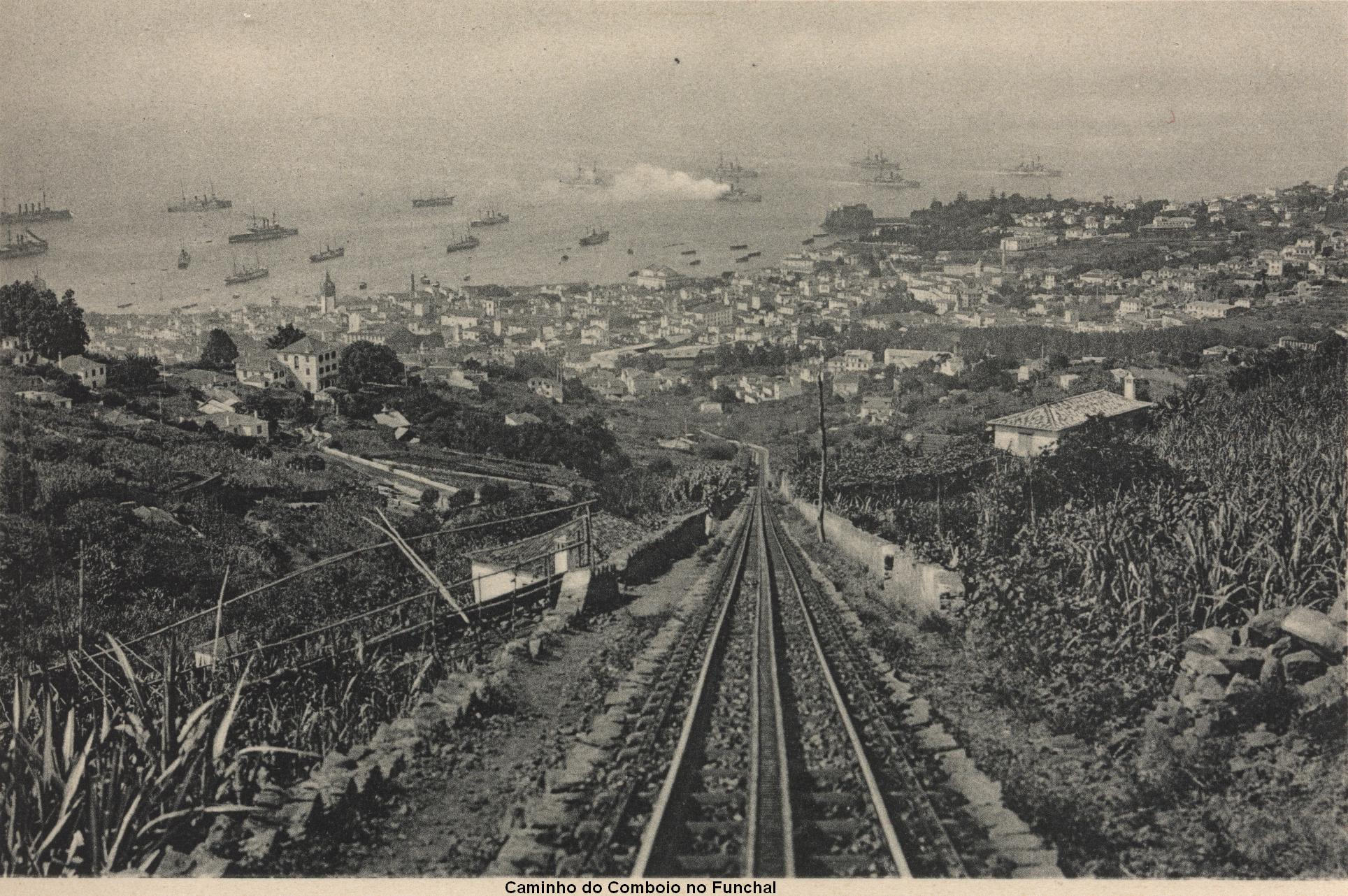
Ozubnicová parní železnice